# أديلايد من لوفنشتاين-فيرتهايم-روزنبرغ
الأميرة أديلايد من لوفنشتاين-فيرتهايم-روزنبرغ (3 أبريل 1831-16 ديسمبر 1909)؛ كانت زوجة ميغيل الأول ملك البرتغال، ومع ذلك لا تعتبر ملكة البرتغال، لأنه تزوجها عام 1851، أي بعد تنازله عن العرش عام 1834.

## الأسرة
ولدت الأميرة أديلايد صوفيا أميليا في کلاینهوباخ القريبة من ميلتنبرغ في بافاريا في 3 أبريل 1831، بـ عيد القيامة يوم الأحد، فهي ابنة قسطنطين، أمير لوفينشتاين-فيرتهايم-روزنبرغ الوراثي (1802-1838)، وأغنيس أميرة هوهنلوهه-لانغنبورغ، كانت أديلايد عمرها أربعة سنوات ونصف عندما توفيت والدتها وسبع سنوات عندما توفي والدها، أديلايد وشقيقها كارل عاشوا مع جدهم كارل توماس أمير لوفينشتاين-فيرتهايم-روزنبرغ (1783-1849) وزوجته الأميرة صوفي من فينديش-غراتتس.
تنتمي الأميرة أديلايد لأسرة لوفنشتاين-فيرتهايم وهم في الأصل فرع مرغنطي من آل فيتلسباخ-بالاتينات التي ارتقت في نهاية المطاف إلى وضع الأميري عام 1819 بعد القرار الرئيس لمجلس المبعوثين الإمبراطوري.

## الزواج
يوم 24 سبتمبر عام 1851 تزوجت أديلايد من ميغيل دوق براغانزا وملك البرتغال السابق، كانت هي في العمر 20 عاماً تقريباً، وبينما كان العريس في 49 تقريباً.
ميغيل في البداية شغل منصب نائب الجلالة الملكة ماريا الثانية (وصي العرش)؛ هي ابنة أخيه وأيضا كان خطيبها، ولكنه استولى على العرش لنفسه يوم 23 يونيو 1828، وكان معجباً بأفكار المحافظ كليمنس فون مترنيخ، بحيث قام بنقض الميثاق الدستوري الذي كتبه شقيقه الأكبر بيدرو الأول إمبراطور البرازيل، وحاول أن يحكم بوصفه حاكم مطلق، وأدى ذلك إلى ما يسمى بـ الحروب الليبرالية (1834-1828) في الواقع هي حرب أهلية بين الدستوريين الليبراليين وأنصار الحكم المطلق الاستبدادي القديم.
الحرب انتهت في عام 1834 مع تنازل ميغيل، الذي تخلى عن كل مطالبه في العرش البرتغالي في مقابل الحصول على معاش تقاعدي سنوي، واضطر بالعيش في المنفى مدى الحياة، وبقي العضو البارز من خط الذكور لأسرة براغانزا.

## الأبناء
| الاسم                     | الميلاد        | الوفاة         | ملاحظات                                                                                     |
| انفانتا ماريا دي لاس نيبس | 5 أغسطس 1852   | 15 فبراير 1941 | متزوجة من ألفونسو كارلوس دوق سان خايمي، مطالب كارلي بالعرش الإسباني والفرنسي، ليس لهم ذرية. |
| انفانتي ميغيل             | 19 سبتمبر 1853 | 11 أكتوبر 1927 | دوق براغانزا، وجد المطالب الحالي دوارتي بيو دوق براغانزا.                                   |
| انفانتا ماريا تيريزا      | 24 أغسطس 1855  | 12 فبراير 1944 | أصبحت الزوجة الثالثة لأرشيدوق كارل لودفيغ النمساوي، لهم ذرية.                               |
| انفانتا ماريا جوزيه       | 19 مارس 1857   | 11 مارس 1943   | أصبحت الزوجة الثانية لـ كارل تيودور دوق في بافاريا، لهم ذرية.                               |
| انفانتا أدلغونده          | 10 نوفمبر 1858 | 15 أبريل 1946  | متزوجة من الأمير إنريكو دوق بردي ابن كارلو الثالث، دوق بارما، ليس لهم ذرية.                 |
| انفانتا ماريا آنا         | 13 يوليو 1861  | 31 يوليو 1942  | متزوجة من غيلاوم الرابع دوق لوكسمبورغ الأكبر، لهم ذرية.                                     |
| انفانتا ماريا أنطونيا     | 28 نوفمبر 1862 | 14 مايو 1959   | أصبحت الزوجة الثانية لـ روبرت الأول دوق بارما، لهم ذرية.                                    |

## الحياة في وقت لاحق

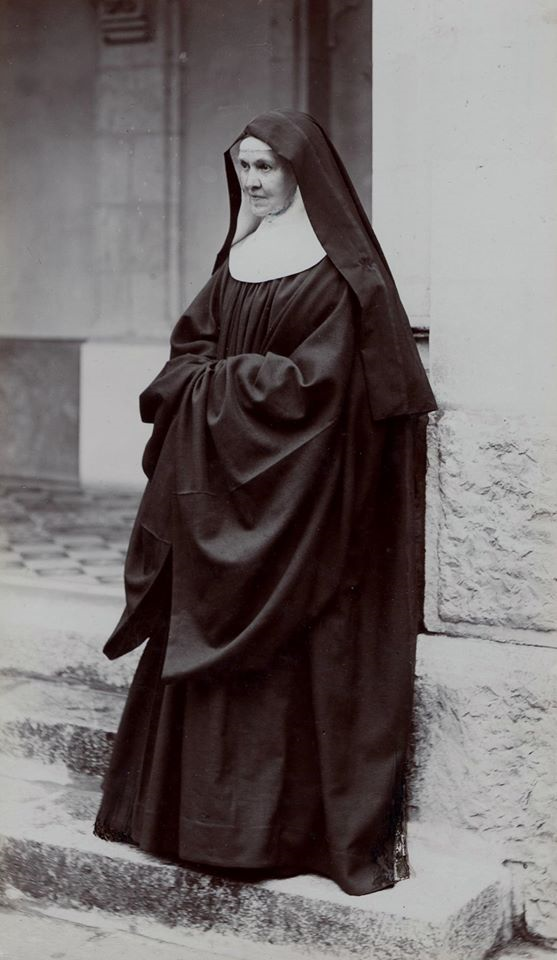
أديلايد كراهبة.

توفي زوجها ميغيل يوم 14 نوفمبر 1866 قبل أن يصل أي من أبنائها إلى مرحلة البلوغ، أديلايد قامت بعد وفاته بسنوات القليلة القادمة بـ محاولة تأمين الزواج بارز لأبنائها.
ونتيجة لـ هذه المحاولات الناجحة إلى حد كبير، شمل أحفادها: دوارتي نونو دوق براغانزا وانفانتا ماريا أديلايد البرتغالية، إليزابيث أماليا أميرة ليختنشتاين، إليزابيث ملكة بلجيكا وماريا غابرييلا أميرة بافاريا الوراثية، ماري أديلايد دوقة لوكسمبورغ الكبرى وشارلوتا دوقة لوكسمبورغ الكبرى وأنطوانيت أميرة بافاريا الوراثية، كزافييه دوق بارما وزيتا إمبراطورة النمسا والمجر والأمير فيليكس دوق لوكسمبورغ الأكبر القرين.
في عام 1895، بعد سنتين من الزواج أخر بناتها، تقاعدت أديلايد في دير سانت سيسيل دي زولسمس في شمال غرب فرنسا، حيث كانت كاثوليكية متدينة، ثم أعلنت أنها راهبة هناك يوم 12 يونيو 1897، وانتقلت في وقت لاحق إلى كاوز ثم إلى رايد على جزيرة وايت، حيث توفيت هناك يوم 16 ديسمبر 1909 في سن بـ78، في عام 1967 تم نقل جثمانها وجثمان زوجها إلى ضريح براغانزا في دير ساو فيسنتي دي فورا في لشبونة.

## وصلات خارجية
- Her profile in Peerage.com
- A list of her descendants (Archived 2009-10-24)